# Bad Sachsa
Bad Sachsa è una città di 7 322 abitanti, della Bassa Sassonia, in Germania.
Appartiene al circondario (Landkreis) di Osterode am Harz (targa OHA).